# Cyklostezka Ohře
Cyklostezka Ohře je páteřní cyklostezkou Karlovarského a Ústeckého kraje. Na území Karlovarského kraje je stavba kompletní v úseku Cheb – Karlovy Vary, další úseky směrem k Ústeckému kraji nejsou prozatím dokončeny. Původně byla trasa značena pod číslem 204, v roce 2010 došlo k přečíslování, od kdy je cyklostezka Ohře značena číslem 6.

## Území Bavorska
Část cyklostezky vedená Německem by měla měřit 57 kilometrů. Německá strana má již na tento úsek zpracovanou studii proveditelnosti. Trasa by dále měla být vedena městem Schirnding přes státní hranici s Českou republikou až k hrázi přehrady Skalka. Stavba cyklostezky v Bavorsku měla být financouvána z přeshraničního projektu Zážitek v přírodě – Cyklostezka Ohře, který nebyl ale kvůli nákladnosti na německé straně schválen.

## Území Karlovarského kraje
Cyklostezka v kraji protíná čtyři regiony – Chebsko, Sokolovsko, Karlovarsko a Ostrovsko. Délka trasy na území Karlovarského kraje činí 102 kilometrů, velká část trasy je vedena po asfaltu a po úsecích bez automobilové dopravy (popřípadě s nízkou intenzitou automobilové dopravy). Trasa je bez výrazného převýšení. Charakter cyklostezky se mění za Karlovými Vary, kde prozatím není cyklostezka dořešena a trasa je vedena po silnicích a místních komunikacích.

### Postup realizace
| Úsek                                       | Realizace |
| ------------------------------------------ | --------- |
| Hranice SRN – Slapany                      | 2004–2007 |
| Slapany – Háje                             | 2009      |
| Háje – Cheb – Ohře                         | 2011–2012 |
| Cheb – Chocovice                           | 2013–2014 |
| Chocovice – Kynšperk                       | 2010–2011 |
| Kynšperk nad Ohří – Sokolov                | 2008–2009 |
| Průjezd městem Sokolov                     | 2004–2007 |
| Průjezd městem Loket                       | 2004–2007 |
| Loket – Svatošské skály                    | 2004–2007 |
| Svatošské skály – Tašovice                 | 2015      |
| Karlovy Vary (Doubský most – Dvorský most) | 2017–2018 |
| Karlovy Vary (Interspar – Kaufland)        | 2013      |
| Karlovy Vary (Chebský most – Dalovice)     | 2004–2007 |
| Dalovice – Šemnice                         | 2019–2021 |
| Šemnice – hranice Ústeckého kraje          | v plánu   |

### Současnost

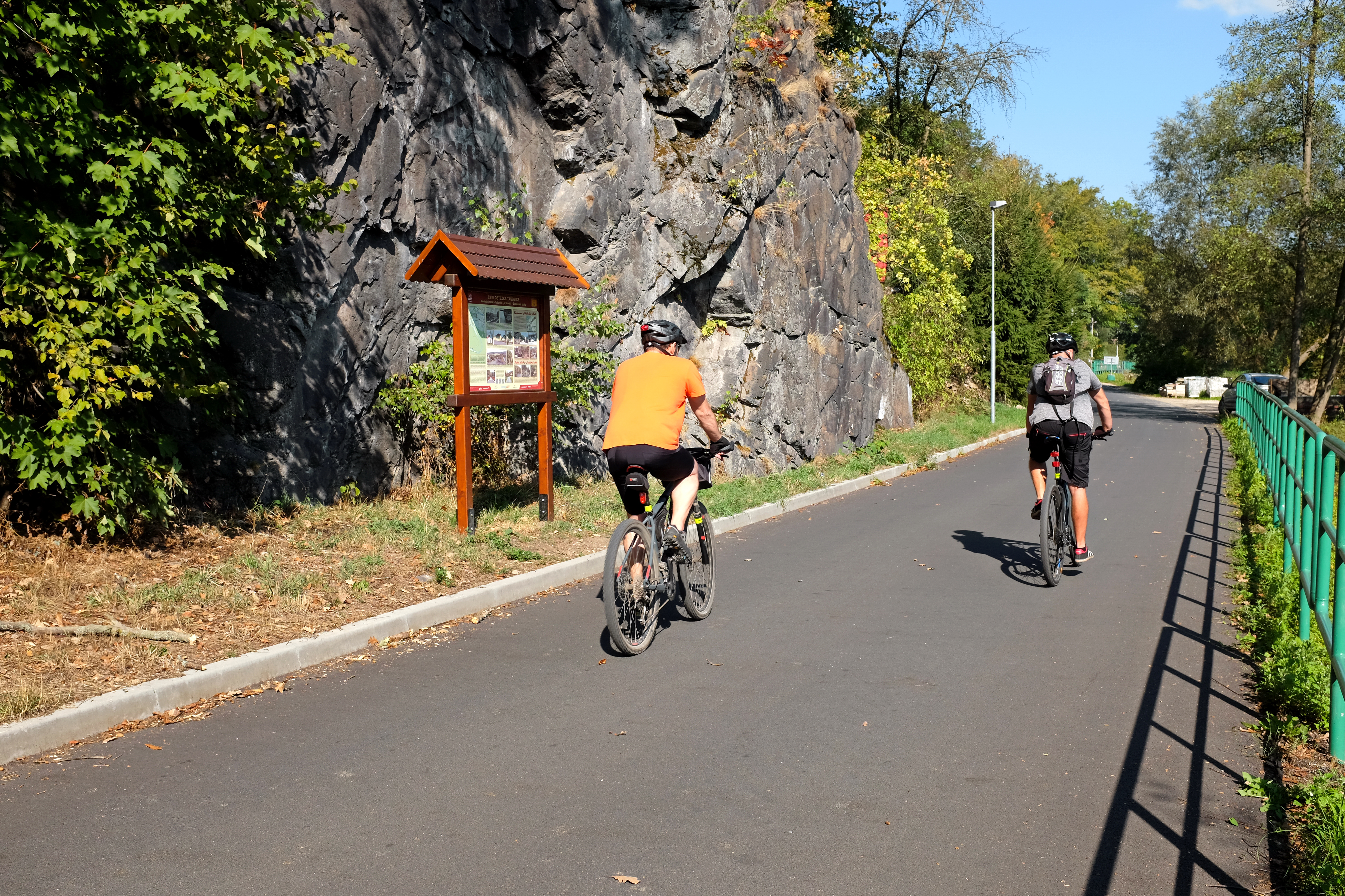
Stezka podél řeky v Tašovicích u Karlových Varů

Vybudováním úseku z Chebu do Chocovic se stala cyklostezka v úseku z Chebu do Karlových Varů kompletní. K úpravám cyklostezky mezi těmito městy došlo v roce 2015, kdy byla vybudována asfaltová cyklostezka ze Svatošských skal do Tašovic. Nově vybudovaný úsek přiblížil cyklostezku k řece a zajistil vyšší bezpečnost tím, že se vyhnul přejezdu přes frekventovanou silnici z Karlových Varů do Plzně. Vyšší bezpečnost zajistil také úsek budovaný na území Karlových Varů od podzimu roku 2017 (úsek Doubský most – Dvorský most) do května 2018. Do konce její výstavby museli cyklisté absolvovat jízdu po frekventované silnici tvořící výpadovku na Plzeň. Stavbu výrazně zpožďoval výkup pozemku na trase od pražské společnosti PHL, který byl nakonec městem vykoupen za 4,8 milionu korun. V lednu roku 2021 byl zkolaudován úsek z Všeborovic (Dalovice) do Šemnice. Téměř pětikilometrový úsek má převážně hlinitopísčitý povrch.
V letech 2018 a 2019 započala stavba několika úseků, které zlepší kvalitu trasy na již vybudované cyklostezce. Na úseku vedoucím od hranice s Německem do Chebu je budováno mimoúrovňové křížení v doposud nepřehledné křižovatce s místní komunikací. Během prací bude také vyasfaltován chybějící úsek od nového mimoúrovňového křížení až do Hájů. Započata byla také například stavba alternativní trasy cyklostezky v Karlových Varech vedoucí po pravém břehu řeky Ohře od Meandru Ohře kolem Plynárenské lávky až k Chebskému mostu. Dokončena byla během roku 2020. Na cyklostezce bude mimo jiné vybudována u Svatošských skal nová lávka, která doplní dosud ne příliš vhodný visutý most, který bude nadále určen pouze pro turisty.

### Budoucnost výstavby
Cyklostezka začíná svou trasu na hraničním přechodu ve Slapanech, odkud vede po bývalé železniční trati do Chebu, kde se již cyklostezka napojuje na řeku Ohři. V rámci přeshraničního projektu Zážitek v přírodě – Cyklostezka Ohře měla být cyklostezka přeložena na trasu Pomezí nad Ohří – Cheb (sídliště Skalka) tak, aby vedla skutečně podél řeky Ohře. Projektová žádost ale nebyla z důvodu vysoké finanční náročnosti na německé straně schválena.
V roce 2020 byla dostavěna cyklistická lávka u Svatošských skal, která zkvalitnila přejezd přes řeku. V Karlových Varech je plánováno prodloužení alternativní trasy k cyklostezce po pravém břehu Ohře v úseku Chebský most – Správa lázeňských parků. Dokončen není také celý úsek z Šemnice na hranici s Ústeckým krajem.  Karlovarský kraj nechal již pro účely stavby vypracovat projektovou dokumentaci, která se má stát podkladem pro územní a stavební rozhodnutí. Cyklostezka by měla vést Šemnicí, Kyselkou, Vojkovicemi, Jakubovem, Stráží nad Ohří a Bočí. Celková délka této trasy by měla být 33,5 kilometrů. Technicky nejnáročnějším úsekem bude úsek mezi Šemnicí a Kyselkou. Dodatečných úprav by se mohly dočkat také úseky vedoucí Loktem podél budovy nádraží, kde by mohli být cyklisté odvedeni ze silnice. Podle optimistických odhadů by mohla být kompletní cyklostezka v Karlovarském kraji vybudována do roku 2030.

## Území Ústeckého kraje
V Ústeckém kraji patří cyklostezka Ohře mezi jednu ze čtyř páteřních cyklotras. Délka cyklotrasy a cyklostezky na území Ústeckého kraje by v budoucnosti měla činit přibližně 137 kilometrů. V Ústeckém kraji se, na rozdíl od části vedené Karlovarským krajem, počítá převážně s využitím pouze přírodního povrchu. Asfaltový povrch by měl být vybudován pouze v okolí sídel, kde by mohli využít asfaltový povrch in-line bruslaři.
Cyklostezka je hotova prozatím pouze v úseku Klášterec nad Ohří – Kadaň a v městech Žatec a Louny. Zbytek trasy je veden prozatím po účelových pozemních komunikacích a silnicích s nízkými intenzitami provozu. Kompletní vybudování cyklostezky Ohře na území Ústeckého kraje bude poměrně dlouhodobou záležitostí.